# Музеј чоколаде у Београду
Музеј чоколаде један је од најмлађих београдских музеја. Отворен је у Београду, фебруара 2020. године. У овом музеју, осим са експонатима, посетиоци могу да се упознају са занимљивостима и историјом настанка чоколаде. Музеј је основао Ненад Радуловић са супругом, а сви експонати су оригинални.

## Концепт музеја
Музеј се састоји од четири просторије, а свака је уређена тако да представља један период у развоју чоколаде:
- Соба посвећена Јужној Америци, постојбини чоколаде
- Соба посвећена доласку какаоа у Европу – развојни пут, од доласка у Шпанију
- Соба посвећена историји чоколаде у Србији и Југославији
- Соба са експонатима – различитим предметима из свакодневног живота, у целости направљеним од чоколаде, који су јестиви

## Програм и експонати
У београдском Музеју чоколаде посетиоци могу да се упознају са комплетном историјом чоколаде, њеним почецима у људској исхрани у свету и на тлу Европском, као и у Србији. Музеј нуди и занимљиве податке о начину прављења чоколаде, конзумирања, лековитим својствима и многим другим чињеницама које се тичу чоколаде.
У овом простору су изложени експонати везани за историју прављења чоколаде, као и све у вези са њом.
Прва просторија је у стилу јужноамеричке прашуме, изложени су експонати Инка и Маја, плод какаоа и глава мајанског божанства из чијих уста посетиоци могу да извуку чоколадице са пророчанством, односно са поруком на фолији. Друга соба је Европа у 18. веку, када је чоколада и стигла на наш континент, а трећа просторија је у стилу бивше СФРЈ где су изложене чоколадице уз које су одрастале бројне генерације. Четврта соба је уређена модерније од осталих и носи назив Fashion rum. Ту се налазе јестиви експонати у облику женске ципеле, торбице, шоље и слично и ту се могу пронаћи и сви потребни састојци како би се направила млечна чоколада, црна чоколада и она са лешницима.
Између осталих експоната у Музеју је изложена и највећа табла чоколаде у Србији, а постоји и кутак за сликање.
У оквиру музејске туре је предвиђена и дегустација напитака од чоколаде.

## Галерија
- Улаз у Музеј чоколаде
- Табла са натписом
- Сувенирница музеја
- Соба са експонатима направљених од чоколаде
- Победник од чоколаде
- Кућа од чоколаде
- Соба посвећена Јужној Америци, постојбини чоколаде
- Соба посвећена Јужној Америци, постојбини чоколаде
- Соба посвећена доласку какаоа у Европу
- Соба посвећена доласку какаоа у Европу
- Соба посвећена историји чоколаде у Србији и Југославији
- Соба посвећена историји чоколаде у Србији и Југославији
- Бицикл који је некада служио за млевење какаа
- Fashion rum
- Fashion rum
- Састојци за прављење чоколаде